# Wólka Łysowska
Wólka Łysowska – wieś w Polsce położona w województwie mazowieckim, w powiecie siedleckim, w gminie Przesmyki.
Na terenie wsi utworzono dwa sołectwa Wólka Łysowska i Zaborów.
| SIMC    | Nazwa   | Rodzaj     |
| ------- | ------- | ---------- |
| 0684731 | Zaborów | przysiółek |

Wierni Kościoła rzymskokatolickiego należą do parafii św. Apostołów Piotra i Pawła w Niemojkach.
W latach 1975–1998 miejscowość administracyjnie należała do województwa siedleckiego.
W Wólce Łysowskiej urodził się m.in. poeta ks. Janusz Adam Kobierski.